# Hnizdyczów (stacja kolejowa)
Hnizdyczów (ukr. Гніздичів, ros. Гнездычев) – stacja kolejowa w miejscowości Hnizdyczów, w rejonie stryjskim, w obwodzie lwowskim, na Ukrainie. Położona jest na linii Tarnopol – Stryj.
Stacja istniała przed II wojną światową. Nosiła wówczas nazwę Hnizdyczów-Kochawina.